# Watzespitze
Die Watzespitze (auch Watze oder Waze genannt) ist mit einer Höhe von 3532 m ü. A. der höchste Berg des Kaunergrats in den Ötztaler Alpen. Der markante Doppelgipfel (Südgipfel 3501 m) ragt steil über dem südlichen Madatschjoch auf und zeigt zerrissene Hängegletscher, steile Grate und Wände.
Alle Routen auf diesen Berg sind ernste alpine Unternehmungen. Ausgangspunkt ist hierbei meist die Kaunergrathütte. Neben dem heute im Sommer aufgrund der Ausaperung nicht mehr zu empfehlenden Gletscherweg führt heute die leichteste Route gletscherfrei über den Ostgrat. Diese Route weist allerdings Kletterschwierigkeiten bis III+ bzw. IV auf (ZS+).

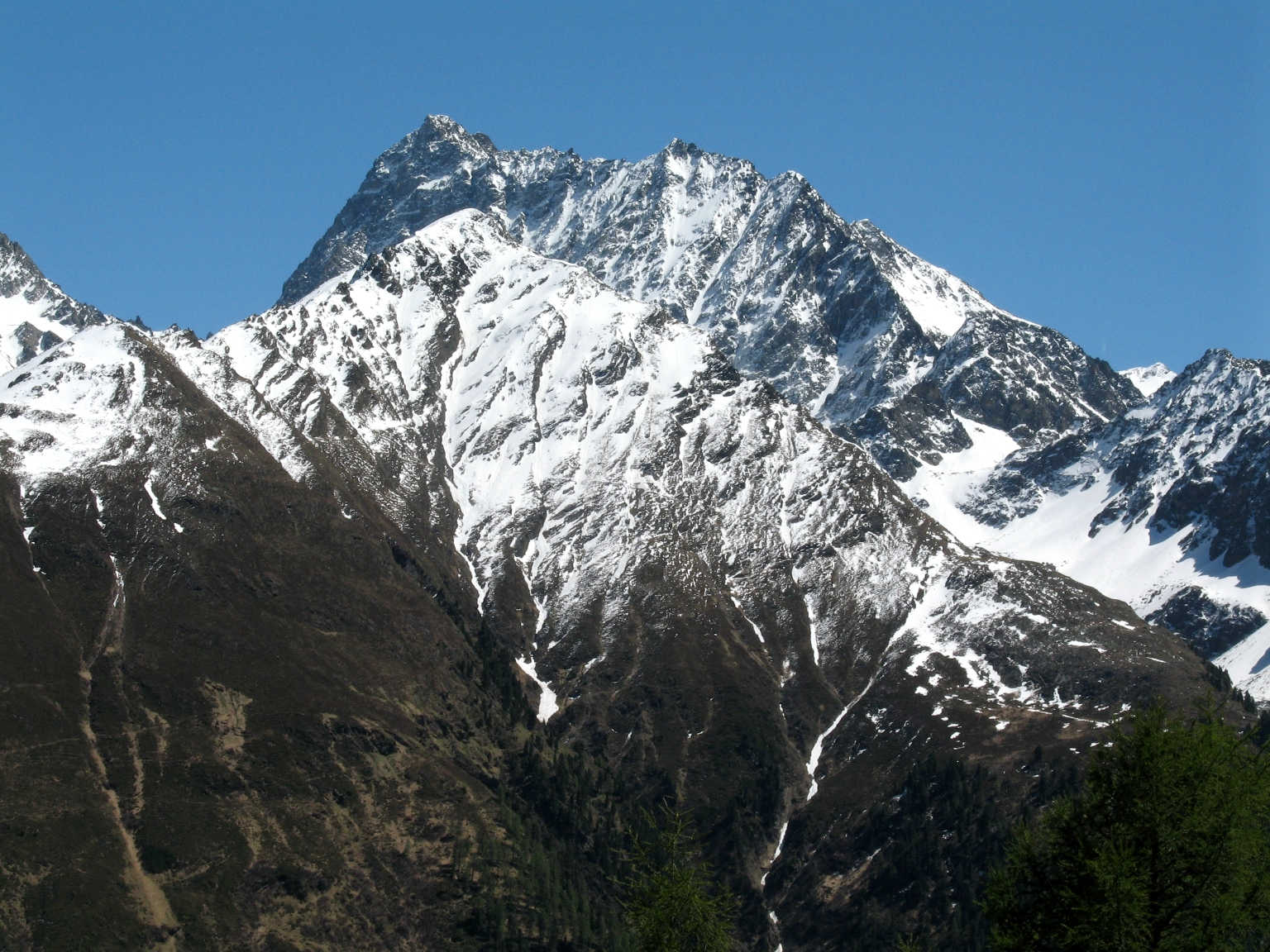
Watzespitze vom Glockturmkamm gesehen, im Vordergrund der Madatschkopf